# 梁儲
梁儲（1451年—1527年），字叔厚，號厚齋，别號鬱洲居士。廣東順德縣（今廣東佛山市順德區石𬒔村巷口坊）人，明朝政治人物，官至內閣首輔。

## 生平

### 成化、弘治年間
景泰二年（1451年），梁儲生于南海（ 今屬佛山市南海區 ） 石𬒔村巷口坊，師從陳白沙（陈献章）门下。成化十四年（1478年）戊戌会试第一名，传胪二甲第一名（進士），選庶吉士。歷官翰林院編修、經局校書。弘治四年，進翰林院侍講。改太子洗馬，在東宮侍奉太子朱厚照（後登基為明武宗）。之後負責冊封安南，拒絕饋贈。久之，升翰林學士，同修會典，遷少詹事，拜吏部右侍郎。弘治十一年（1498年），唐寅參加鄉試，梁儲對其文章頗為讚賞。

### 正德年間
正德初年，梁儲改任吏部左侍郎，后晋升吏部尚書，專典誥敕，掌詹事府。后因得罪劉瑾，被降右侍郎。《明孝宗實錄》修成后，累官至吏部尚書，后加太子少保，后被劉瑾調任南京吏部尚書。劉瑾被誅后，以吏部尚書兼文淵閣大學士進入內閣，參贊機務。之後加封少傅、太子太傅，進建極殿大學士。
正德十年，楊廷和因喪親辭職，梁儲擔任內閣首輔，晉升爲少師、太子太師、華蓋殿大學士。當時朝廷正修建，建乾清宮、坤寧宮，又營太素殿、天鵝房、船塢，梁儲與同僚靳貴、楊一清上疏懇切勸諫。次年春天，梁儲因東宮太子未定，而請求選擇宗室中賢能者留居京師，以備為儲君，都沒有得到回覆。同年秋，楊一清罷官，由蔣冕代替。第二年，靳貴亦被罷免，毛紀進入內閣。
明武宗喜歡易裝出行，曾經出走西安門，在外過夜后返回宮中。梁儲等勸諫，武宗不聽，但仍擔心外廷得知。這年春，武宗聽從近臣意見而召見百官到左順門，明確表示等到郊外祭祀后到南海子觀看打獵。梁儲與諸位大臣進諫，均不得採納。同年八月初一，武宗換裝帶數十騎兵到昌平，第二天，梁儲、蔣冕、毛紀覺察后，追到沙河也沒有趕上，后連疏數次請求回鸞，但武宗至拖至十三天方才歸返。梁儲再次以朝無太子進諫，沒有得到回覆。同年九月，武宗騎馬出居庸關，抵達宣府，命令谷大用守衛關口，不要放大臣出關。於是從宣府到大同，在應州恰遇敵寇犯險。梁儲等憂慮驚怕，接連上疏十多次請求回鸞，武宗不聽，竟然決定除夕留于宣府。
當時，武宗失政，群臣竊權亂政之事不斷，人心惶惶。梁儲擔心自己無法勝任，於是請求楊廷和除服回朝，并屢次派人召清。楊廷和還朝后，梁儲遂屈居其下。正德十三年七月，武宗在江彬的唆使下，準備北上出塞外，拖延以邊疆多有警報之由，自命“總督軍務、威武大將軍、總兵官朱壽”統領六師前往征討，令內閣草擬詔書。內閣大臣均認為不可，武宗遂再在左順門召集百官面諭。楊廷和、蔣冕告病不去，梁儲、毛紀則哭泣地進諫，眾位大臣聽後亦大哭，武宗仍然不收回成命。之後毛紀亦因借病不上朝，只有梁儲堅持進諫數日，武宗竟不聽從。又過了一個月，武宗以大將軍“朱壽”肅清邊境，命其加封為鎮國公。梁儲、毛紀進言反對：
|  | 國公雖然尊貴，但終是人臣。陛下承祖宗社稷，是天下的君主，奈何要謬稱自貶呢？既然封為國公，則必須授予誥券，追封三代，祖宗的在天之靈又怎會肯定陛下您的貶損呢？況且鐵券必有免死之文，陛下壽福無疆，何必妄自菲薄，蒙此不祥的言辭呢？名既不正，言自不順。臣等斷不敢阿諛奉承，自取他日戮身亡家的禍患啊。 |

武宗不報批准，隨後遊歷宣府、大同，直至延綏。梁儲屢次上疏，均不予省察。當時，秦王請求封賜關中閒田為牧地，江彬、錢寧、張忠等都為之請求。武宗力排眾議批准，命內閣大臣草擬聖旨。楊廷和、蔣冕再次引病推辭，梁儲再次上疏反對，武宗隨後聽從其意撤銷成命。次年，武宗南巡之爭時，因言官以及梁儲、蔣冕、毛紀的努力而得以停止。
寧王朱宸濠謀反，武宗南征，梁儲、蔣冕隨行。在途中聽聞王守仁已平定謀反，於是連續上疏請求立即回駕。在抵達揚州時，武宗商議在南京行郊禮。梁儲、蔣冕商議若此行，則回鑾更無日期了，於是連續上疏反對，得到武宗批准。武宗逮捕朱宸濠時，問如何處置。梁儲稱應以明宣宗征朱高煦例，即日班師。然而武宗卻仍然無意回朝，當時群奸臣欲誘導武宗遊覽江浙等地，梁儲、蔣冕於是在行宮門前長跪上疏，請武宗迅速回朝。武宗不得不許諾回去，兩人方才叩頭離去。

### 嘉靖年間
明武宗駕崩后，楊廷和等人商議策迎興世子事。當時按照慣例，內閣必須有一名大學士與朝中貴勳戚帶禮部官員前往迎接。梁儲因此與定國公徐光祚到安陸迎接世子。明世宗繼位后，給事中張九敍彈劾梁儲在朝中結黨營私，梁儲三次上疏請辭，世宗命賜敕馳傳，遣行人護行。梁儲死，世宗特贈太師，諡文康。

## 家族
曾祖父梁楚材，贈光祿大夫柱國少保兼太子太保吏部尚書武英殿大學士；祖父梁直清，累贈光祿大夫柱國少保兼太子太保吏部尚書武英殿大學士；父親梁祖順，封翰林院編修贈光祿大夫柱國少保兼太子太保吏部尚書武英殿大學士。母黃氏（封孺人累贈一品夫人）。具庆下。

## 相關傳說
相傳廣東女性穿龍鳳裙褂出嫁的習俗是源於梁儲之女。相傳明武宗登基時年紀尚幼，由原為太子洗馬的梁儲輔政，深得明武宗尊敬，於是在梁儲女兒出嫁時，賜她穿繡上皇室專用的龍鳳圖案之裙褂作為婚服，自此成為廣東特有的新娘服。

## 延伸阅读
[在维基数据编辑]
 《國朝獻徵錄·卷之十五》，出自焦竑《國朝獻徵錄》
 《明史卷一百九十》，出自《明史》

| 官衔          | 官衔                        | 官衔          |
| ------------- | --------------------------- | ------------- |
| 前任： 楊廷和 | 明朝内阁首輔 1515年－1517年 | 繼任： 楊廷和 |